# Wiwilí de Nueva Segovia
Wiwilí de Nueva Segovia è un comune del Nicaragua facente parte del dipartimento di Nueva Segovia.